# 普里斯堅區

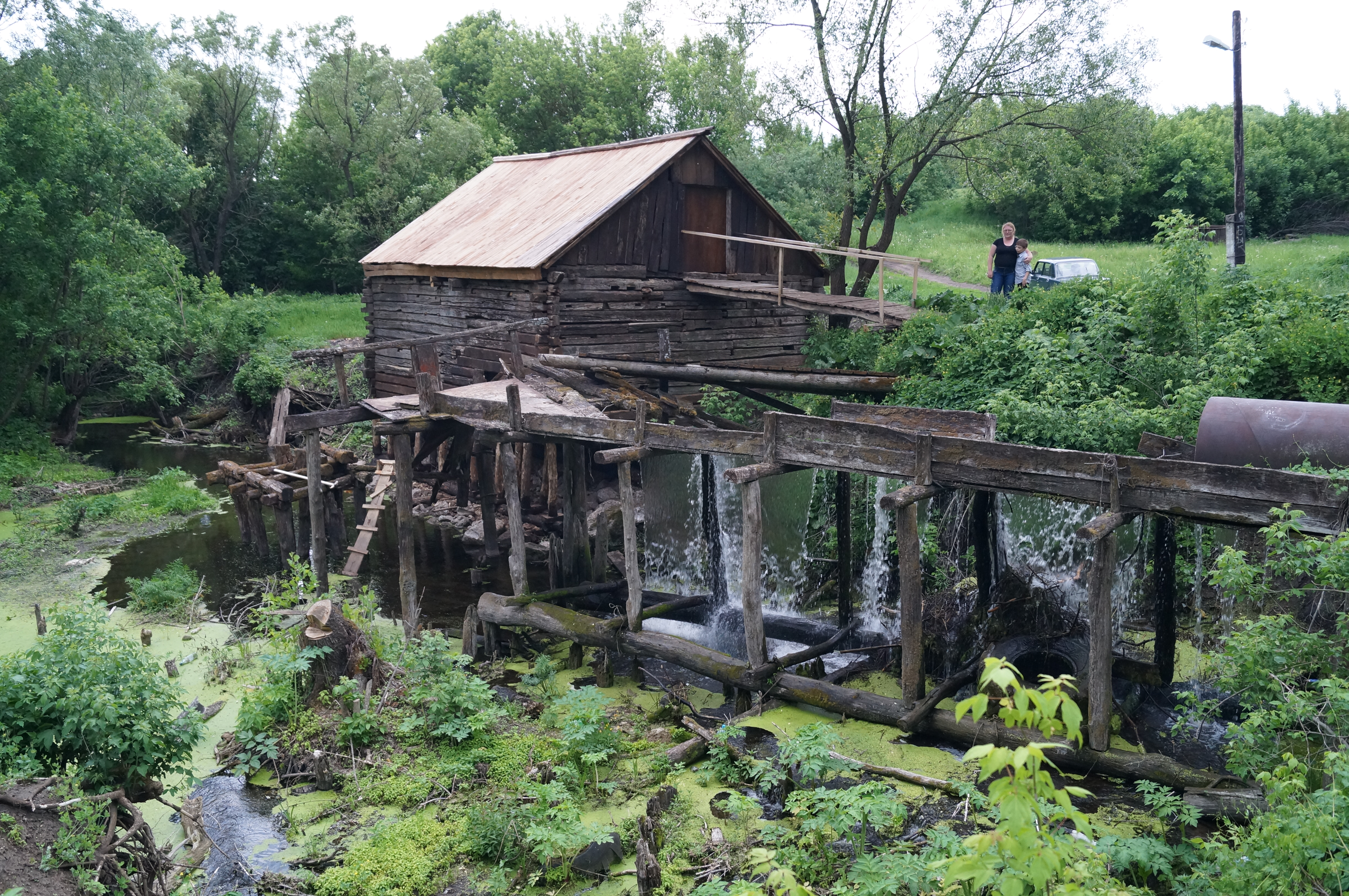

51°14′02″N 36°41′53″E / 51.23389°N 36.69806°E
普里斯堅區（俄语：Пристенский район），是俄羅斯的一個區，位於該國西部，由庫爾斯克州負責管轄，面積696平方公里，2010年人口16,893，人口密度每平方公里24.27人。